# Distretto di Bharatpur
Il distretto di Bharatpur è un distretto del Rajasthan, in India, di 2 098 323 abitanti. È situato nella divisione di Bharatpur e il suo capoluogo è Bharatpur.